# Jokubas Gintvainis
Jokūbas Gintvainis (nacido el 25 de junio de 1994 en Plungė, Lituania), es un jugador de baloncesto lituano. Actualmente sin equipo.

## Carrera deportiva
Jokubas se formó en Sakalai Vilnius, destacando en el Europeo sub-16 disputado en 2010, consiguiendo la medalla de plata.
En 2014, pasó por la Basketball Bundesliga en las filas del Science City Jena, para volver más tarde a su país.
Gintvainis jugó la temporada 2015-16 en el Pieno Zvaigzdes Pasvalys (8º en la clasificación general), en donde ha promedió 8 puntos, 2,3 rebotes, 2,3 asistencias y un 57,1 % en tiros de campo, todo ello en 15 minutos de media en pista.
En 2016, fichó por el Peñas Huesca.
Tras una temporada en el equipo oscense, en 2017 firmó por dos temporadas más otras dos opcionales por el ICL Manresa. En abril de 2019 se desvinculó de su club, para priorizar la intervención quirúrgica y posterior recuperación del hombro lesionado.

## Internacionalidades
El jugador ha sido internacional por Lituania en todas sus categorías inferiores, destaca por su capacidad penetradora, con buen tiro exterior y está acostumbrado a correr y presionar toda la pista.

## Clubes
- Sakalai Vilnius  (2010-2013)
- Lietkabelis Panevėžys (2013-2014)
- Science City Jena (2014)
- KK Pieno žvaigždės (2014-2016)
- Club Baloncesto Peñas Huesca (2016-2017)
- Bàsquet Manresa (2017-2019)